# آسترایا
در اسطوره‌شناسی و دین یونان باستان آسترایا (به یونانی: Ἀστραία) دختر آسترائوس و ائوس است که به عنوان الههٔ باکرهٔ دادگری، پاکی، بی‌گناهی و دقت شناخته می‌شود. آسترایا با الههٔ دیگری به نام دیکه (دختر زئوس و تمیس) که او نیز نماد عدالت است، ارتباط نزدیکی دارد. نباید آسترایا را با استریا، الههٔ ستارگان و دختر کئوس و فوبه، اشتباه گرفت.

## ریشه‌شناسی نام
نام «آسترایا» از واژهٔ یونانی باستان Ἀστραία به معنای «ستاره» گرفته شده است. این واژه ریشه در زبان نیاهندواروپایی دارد و به معنای «سوختن» یا «درخشیدن» است؛ بنابراین، نام آسترایا به معنای «ستاره‌گون» یا «درخشان» است.

## خانواده و ویژگی‌ها
در برخی روایت‌ها، آسترایا دختر زئوس و تمیس است. در روایت‌های دیگر، او دختر آسترائوس و ائوس، الههٔ سپیده‌دم، معرفی می‌شود. آسترایا با الهه‌هایی مانند پودیسیتیا که نماد عفت است، خواهر است. او معمولاً با ترازوی عدالت (نماد بی‌طرفی و انصاف) و خوشهٔ گندم (نماد فراوانی) به تصویر کشیده می‌شود.

## آسترایا در نجوم
سیارک ۵ در کمربند اصلی سیارک‌ها به نام «آسترایا» نام‌گذاری شده است. همچنین، نام او برای سیارهٔ اورانوس پیشنهاد شده بود.